# Efrem Kurtz
Efrem Kurtz (ur. 7 listopada 1900 w Petersburgu, zm. 27 czerwca 1995 w Londynie) – amerykański dyrygent pochodzenia rosyjskiego.

## Życiorys
Studiował w Konserwatorium Petersburskim u Nikołaja Czeriepnina i Aleksandra Głazunowa, następnie w latach 1918–1920 był studentem Uniwersytetu Ryskiego. W 1920 roku wyemigrował do Niemiec i rozpoczął naukę w Stern’sches Konservatorium, które ukończył w 1922 roku. Jako dyrygent debiutował w Berlinie w 1921 roku, dyrygując programem tanecznym, w którym wystąpiła Isadora Duncan. Od 1924 do 1933 roku prowadził orkiestrę filharmonii w Stuttgarcie. W latach 1928–1931 towarzyszył także Annie Pawłowej w podróżach koncertowych po Europie, Australii i Ameryce Południowej. Od 1933 do 1941 roku pełnił funkcję dyrektora muzycznego Ballets Russes w Monte Carlo.
W 1941 roku wyemigrował do Stanów Zjednoczonych. W 1944 roku otrzymał amerykańskie obywatelstwo. Pełnił funkcję dyrektora muzycznego Kansas City Philharmonic Orchestra (1943–1948) i Houston Symphony Orchestra (1948–1954). Od 1955 do 1957 roku współpracował z Royal Liverpool Philharmonic Orchestra. Gościnnie dyrygował na festiwalach operowych w Rzymie i Mediolanie. W 1966 roku po raz pierwszy od wyjazdu z Rosji wystąpił w ojczyźnie, dyrygując w Moskwie i Leningradzie.
Od 1955 roku był żonaty z flecistką Elaine Shaffer.